# فرودگاه بین‌المللی کرنل فرانسیسکو سکادا وینیتا
فرودگاه بین‌المللی کرنل فرانسیسکو سکادا وینیتا (به انگلیسی: Crnl. FAP Francisco Secada Vignetta International Airport) یک فرودگاه همگانی با کد یاتا IQT است که یک باند فرود آسفالت دارد و طول باند آن ۲۵۰۰ متر است. این فرودگاه در کشور پرو قرار دارد و در ارتفاع ۱۲۴ متری از سطح دریا واقع شده‌است.